# Eat the Heat
| Críticas profissionais | Críticas profissionais |
| Avaliações da crítica  | Avaliações da crítica  |
| Fonte                  | Avaliação              |
| ---------------------- | ---------------------- |
| allmusic               | link                   |

Eat the Heat é o oitavo álbum de estúdio da banda Accept, lançado em 1989. É o primeiro álbum da banda sem Udo Dirkschneider no vocal principal, que retornou no álbum subsequente.

## Faixas
Todas as músicas foram compostas por Accept e Deaffy.
1. "X-T-C" – 4:26
2. "Generation Clash" – 6:26
3. "Chain Reaction" – 4:42
4. "Love Sensation" – 4:43
5. "Turn the Wheel" – 5:24
6. "Hellhammer" – 5:30
7. "Prisoner" – 4:50
8. "I Can't Believe in You" – 4:50 (Faixa bónus)*
9. "Mistreated" – 8:51
10. "Stand 4 What U R" – 4:05
11. "Break the Ice" – 4:14 (Faixa bónus)*
12. "D-Train" – 4:27

- *Faixas bônus do Cd Europeu remasterizado em 2002.

## Créditos
- David Reece - Vocal
- Wolf Hoffmann - Guitarra
- Peter Baltes - Baixo
- Stefan Kaufmann - Bateria
- Jim Stacey - Guitarra (é creditado e está presente na capa, mas não participou das gravações)

## Desempenho nas paradas
| Ano  | Parada musical                | Posição |
| ---- | ----------------------------- | ------- |
| 1989 | German Albums Chart           | 15      |
| 1989 | Norwegian Albums Chart        | 19      |
| 1989 | Swedish Albums Chart          | 26      |
| 1989 | Oricon Japanese Albums Charts | 87      |
| 1989 | Billboard 200 (North America) | 139     |